# Amparo Pamplona
María Amparo Pamplona Lleó (Madrid, 4 de agosto de 1949) es una actriz española.

## Biografía
Hija del guionista y periodista Clemente Pamplona y Amparo Lleó, su primera experiencia interpretativa se produce cuando solo era una niña participando en una representación de los Hermanos Álvarez Quintero para Televisión española.
Tras estudiar solfeo, canto, piano y danza en el Real Conservatorio de Música de Madrid, cursó estudios en la Real Escuela Superior de Arte Dramático (RESAD).
Su trayectoria profesional posterior se ha centrado en el teatro y la televisión, medio en el que apareció con asiduidad durante los años sesenta y setenta en las obras de teatro televisado que se emitían a través de espacios como Estudio 1 o Teatro de siempre.
En teatro comenzó de la mano de José Tamayo con la obra Divinas palabras, a las que seguirían Don Juan Tenorio, Hay una luz sobre la cama y Tango.
Su presencia en televisión y teatro la ha compaginado, además, con trabajos como actriz de doblaje en varias películas y series, así como escasas incursiones en el mundo del cine, siendo Pasos de angustia (1959), Diálogos de la paz (1965) y ¡Hasta aquí hemos llegado! (2002), las únicas películas en las que ha actuado.
También es autora de dos libros, Siempre quedan las estrellas (1996) y Como si no pasara el tiempo (1999).
Su vida familiar sufrió la tragedia con la muerte de su hija Aitana, de tan sólo diez años de edad, a consecuencia del incendio acaecido en el domicilio familiar el 4 de julio de 1989.
Su otra hija, Laura Pamplona, se ha dedicado también a la interpretación. Amparo y Laura interpretaron precisamente el papel de madre e hija en un episodio (Érase una grieta) de la serie Aquí no hay quien viva, emitido el 12 de enero de 2005, así como en la serie HIT, haciendo el mismo papel, el de madre del protagonista (Daniel Grao) en etapas diferentes de su vida.

## Trayectoria en teatro (selección)
- Madre Coraje y sus hijos (1969), de Bertolt Brecht.
- Divinas palabras (1969), de Ramón María del Valle-Inclán.
- Tango (1970), de Sławomir Mrożek.
- La cena del rey Baltasar (1981), de Pedro Calderón de la Barca.[5]
- El malentendido (1983), de Albert Camus.
- Las troyanas y Hécuba (1984), de Eurípides.
- La Orestiada (1985), de Esquilo.
- Agresión (1985), de William Mastrosimone.
- El apagón (1997), de Peter Shaffer.
- Mejor en octubre (1994), de Santiago Moncada.
- El apagón  (1997), de Peter Shaffer
- El cerco de Numancia (1998), de Miguel de Cervantes.
- Los árboles mueren de pie (1999), de Alejandro Casona.
- La misma historia (2002), de Pedro Manuel Víllora.
- La casa de los siete balcones (2004), de Alejandro Casona.
- La cabra o ¿quién es Sylvia? (2007), de Edward Albee.
- Mi mapa de Madrid (2009-2012), de Margarita Sánchez.
- Llama un inspector (2011-2012), de J. B. Priestley.
- La pechuga de la sardina (2015), de Lauro Olmo.
- Sócrates, de Mario Gas (2014, Festival de Mérida).
- Alejandro Magno, de Jean Racine (2015, Festival de Mérida).
- Celebración (2023), de Álvaro Lizarrondo y Luis Luque.

## Filmografía
- Farmacia de guardia, (1958)
- Pasos de angustia, (1959)
- Diálogos de la paz, (1965) [nota 1]
- ¡Hasta aquí hemos llegado!, (2002)
- Domingo, el amanecedor (cortometraje), (2015)
- Caleta Palace, (2023)

## Trayectoria en televisión
| Año       | Serie                            | Canal     | Personaje                                 | Notas        |
| --------- | -------------------------------- | --------- | ----------------------------------------- | ------------ |
| 1963      | Estudio 3                        | La 1      |                                           | 1 episodio   |
| 1967      | Y al final esperanza             | La 2      | Marina                                    | 1 episodio   |
| 1967-1970 | Teatro de siempre                | La 2      | Varios personajes                         | 5 episodios  |
| 1967-1977 | Novela                           | La 1      | Varios personajes                         | 30 episodios |
| 1967-1980 | Estudio 1                        | La 1      | Varios personajes                         | 12 episodios |
| 1968      | Escritores en televisión         | La 1      |                                           | 1 episodio   |
| 1973      | Hora once                        | La 2      |                                           | 1 episodio   |
| 1974      | Silencio, estrenamos             | La 1      | Varios personajes                         | 2 episodios  |
| 1977-1978 | Teatro estudio                   | La 1      | Varios personajes                         | 3 episodios  |
| 1978      | El juglar y la reina             | La 1      | Doña Blanca                               | 1 episodio   |
| 1996      | Historias del otro lado          | La 1      | Varios personajes                         | 4 episodios  |
| 1998      | Todos los hombres sois iguales   | Telecinco |                                           | 1 episodio   |
| 2002-2003 | El comisario                     | Telecinco | Cecilia Campos / Directora Centro Acogida | 2 episodios  |
| 2002-2005 | Un paso adelante                 | Antena 3  | Madre de Adela y Marta                    | 3 episodios  |
| 2005      | Aquí no hay quien viva           | Antena 3  | Victoria Peña                             | 1 episodio   |
| 2008      | 20-N: Los últimos días de Franco | Antena 3  | Lina                                      | Telefilme    |
| 2010      | Águila roja                      | La 1      | Duquesa de Velasco y Fonseca              | 1 episodio   |
| 2010      | La que se avecina                | Telecinco | Doña Eulalia                              | 1 episodio   |
| 2012      | La memoria del agua              | La 1      | Sonsoles de la Cruz                       | 2 episodios  |
| 2013      | Amar es para siempre             | Antena 3  | Margot del Rey                            | 30 episodios |
| 2020      | HIT                              | La 1      | Aurora Toledo                             | 1 episodio   |

- Estudio 3
  - La cena (1963)
- Y al final, esperanza
  - Un sombrero con cinta de amor (10 de junio de 1967)
- Teatro de siempre
  - El zapatero y el rey (7 de julio de 1967)
  - María Tudor (15 de diciembre de 1967)
  - El gran teatro del mundo (27 de junio de 1968)
  - El galán fantasma (3 de julio de 1969)
  - Judith (18 de enero de 1970)
- Estudio 1
  - Un marido ideal (30 de agosto de 1967)
  - La rueda (14 de noviembre de 1967)
  - La hoguera feliz (13 de agosto de 1968)
  - Todo sea para bien (10 de junio de 1969)
  - Isabel y Fernando (19 de octubre de 1969)
  - Las flores de Aragón (11 de diciembre de 1970)
  - Historias de detectives (12 de febrero de 1971)
  - Cincuenta años de felicidad (5 de enero de 1973)
  - Llama un inspector (6 de abril de 1973)
  - Mirando hacia atrás con ira (5 de marzo de 1974)
  - Historias de detectives (6 de septiembre de 1978)
  - Dinero (16 de septiembre de 1979)
  - Desnudo con violín (30 de marzo de 1980)
- Novela

- -  Luna llena V (28 de octubre de 1977)

- Escritores en televisión
  - El único camino (21 de octubre de 1968)
- Hora Once
  - Un jardín de senderos que se bifurcan (30 de abril de 1973)
- Silencio, estrenamos
  - Episodio 14 (4 de septiembre de 1974)
  - Episodio 15 (11 de septiembre de 1974)
- Teatro estudio
  - Las flores de Aragón (10 de diciembre de 1977)
  - Historias de detectives (7 de septiembre de 1978)
  - Todo sea para bien (28 de diciembre de 1978) [nota 3]
- El juglar y la reina
  - Amor más poderoso que la muerte (7 de noviembre de 1978)
- Historias del otro lado
  - Eternamente (31 de enero de 1996)
  - Mujer con violetas (14 de febrero de 1996)
  - Dual (21 de febrero de 1996)
  - El despacho del doctor Armengot (28 de abril de 1996)
- Todos los hombres sois iguales
  - Las bodas de mis mejores amigos (1998)
- El comisario
  - La huella del canguro (5 de marzo de 2002)
  - Chucherías (9 de julio de 2003)
- Un paso adelante
  - Montar el número (22 de octubre de 2002)
  - Confía en mí (11 de marzo de 2003)
  - Cochino jabalí (20 de marzo de 2005)
- Aquí no hay quien viva
  - Érase una grieta (12 de enero de 2005)
- 20-N: Los últimos días de Franco (película de televisión), (2008)
- Águila Roja
  - Águila Roja continúa su búsqueda (14 de enero de 2010)
- La que se avecina
  - El Capitán Salami, un cura en peligro y una diosa de la fertilidad (16 de junio de 2010)
- La memoria del agua
  - Episodio 1 (10 de diciembre de 2012)
  - Episodio 2 (10 de diciembre de 2012) [nota 4]

- Amar es para siempre
  - Temporada 2, episodio 78 (4 de noviembre de 2013)
  - Temporada 2, episodio 80 (5 de noviembre de 2013)
  - Temporada 2, episodio 82 (6 de noviembre de 2013)
  - Temporada 2, episodio 84 (7 de noviembre de 2013)
  - Temporada 2, episodio 86 (8 de noviembre de 2013)
  - Temporada 2, episodio 88 (11 de noviembre de 2013)
  - Temporada 2, episodio 89 (12 de noviembre de 2013)
  - Temporada 2, episodio 91 (13 de noviembre de 2013)
  - Temporada 2, episodio 93 (14 de noviembre de 2013)
  - Temporada 2, episodio 95 (15 de noviembre de 2013)
  - Temporada 2, episodio 97 (18 de noviembre de 2013)
  - Temporada 2, episodio 98 (19 de noviembre de 2013)
  - Temporada 2, episodio 99 (20 de noviembre de 2013)
  - Temporada 2, episodio 100 (21 de noviembre de 2013)
  - Temporada 2, episodio 101 (22 de noviembre de 2013)
  - Temporada 2, episodio 103 (25 de noviembre de 2013)
  - Temporada 2, episodio 105 (26 de noviembre de 2013)
  - Temporada 2, episodio 106 (27 de noviembre de 2013)
  - Temporada 2, episodio 108 (28 de noviembre de 2013)
  - Temporada 2, episodio 109 (29 de noviembre de 2013)
  - Temporada 2, episodio 112 (2 de diciembre de 2013)
  - Temporada 2, episodio 114 (3 de diciembre de 2013)
  - Temporada 2, episodio 116 (4 de diciembre de 2013)
  - Temporada 2, episodio 118 (5 de diciembre de 2013)
  - Temporada 2, episodio 120 (9 de diciembre de 2013)
  - Temporada 2, episodio 122 (10 de diciembre de 2013)
  - Temporada 2, episodio 125 (12 de diciembre de 2013)
  - Temporada 2, episodio 127 (13 de diciembre de 2013)
  - Temporada 2, episodio 129 (16 de diciembre de 2013)

- HIT
  - El historial (9 de noviembre de 2020)

## Doblaje
- Eugenie, (1980) [nota 5]
  - Pone la voz que imagina el protagonista Albert.
- Sexo caníbal, (1980)
  - Pone voz a la protagonista Gisela Hahn.
- La chica de las bragas transparentes, (1981)
  - Dobla a la actriz Mari Carmen Segura.
- El sexo está loco, (1981)
  - Voz de doblaje.
- Pepe Carvalho
  - El caso de la gogó-girl (21 de marzo de 1986). Dobla a la actriz Catherine Leprince.
- Beltenebros, (1991)
  - Dobla a la actriz Bernice Stegers.[nota 6]

## Premios
- En 1967 obtuvo el Premio Final de Carrera Lucrecia Arana de la RESAD.[6][7]
- En 2004 recibió el XV Premio Hotel Parque-Asociación de Amigos el Teatro de Valladolid por su trabajo en La casa de los siete balcones,[8] y en 2007 fue finalista, por su interpretación en La cabra ¿o quién es Sylvia?, en la XXIV edición de los Premios Ercilla.[9]